# Либёнж
Либёнж (пол. Libiąż)  —  город  в Польше, входит в Малопольское воеводство,  Хшанувский повят.  Имеет статус городско-сельской гмины. Занимает площадь 35,88 км². Население — 17 671 человек (на 2004 год).

## История
Впервые упоминание о Либёнж появилось в «Хрониках» Яна Длугоша. Оно касалось передачи в 1243 году деревень Либёнж Великая и Малый Либёнж во владения семьи Грифитовых

## Галерея

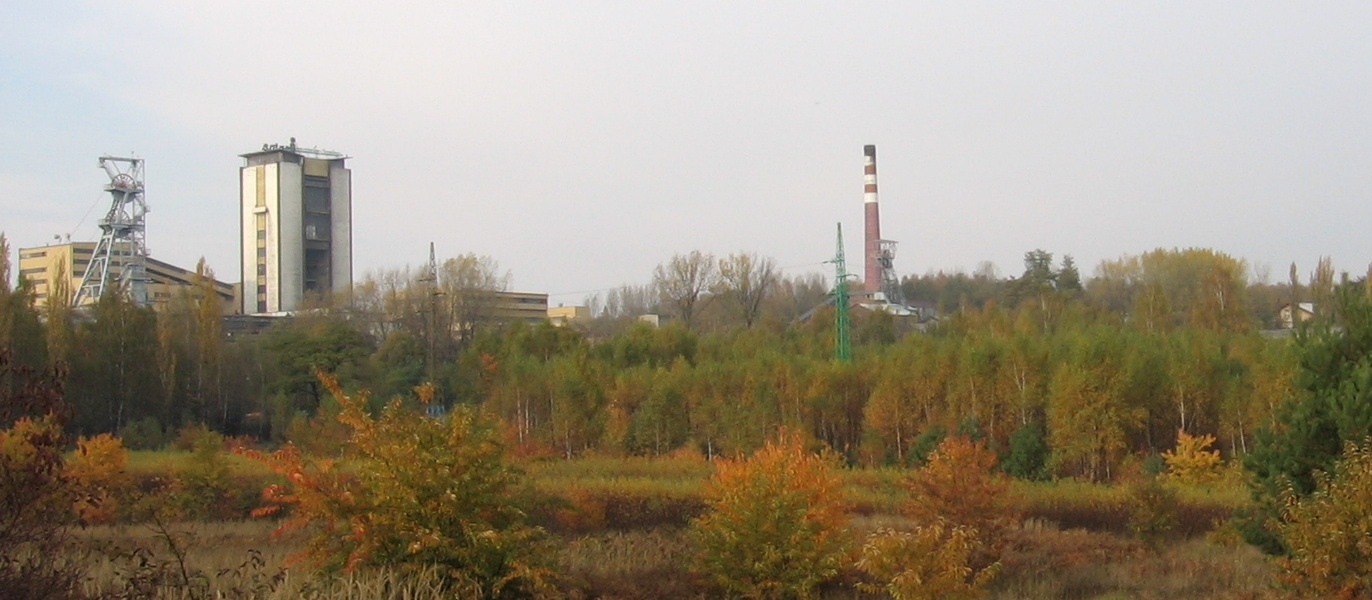
Либёнж — панорама
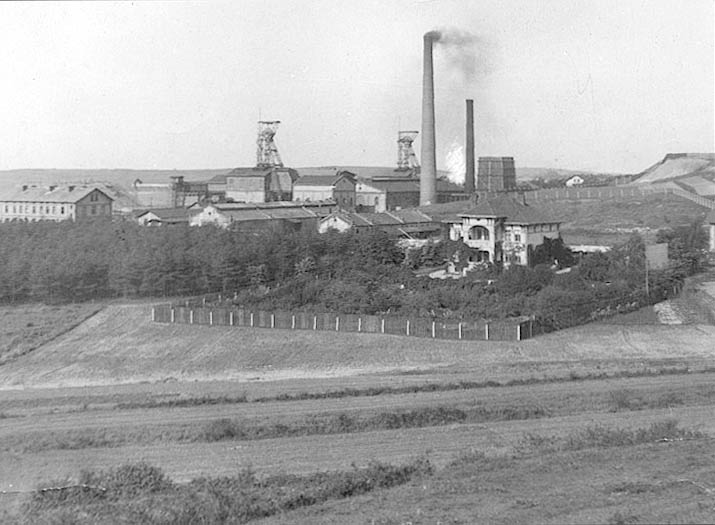
Либёнж - шахта «Янина»
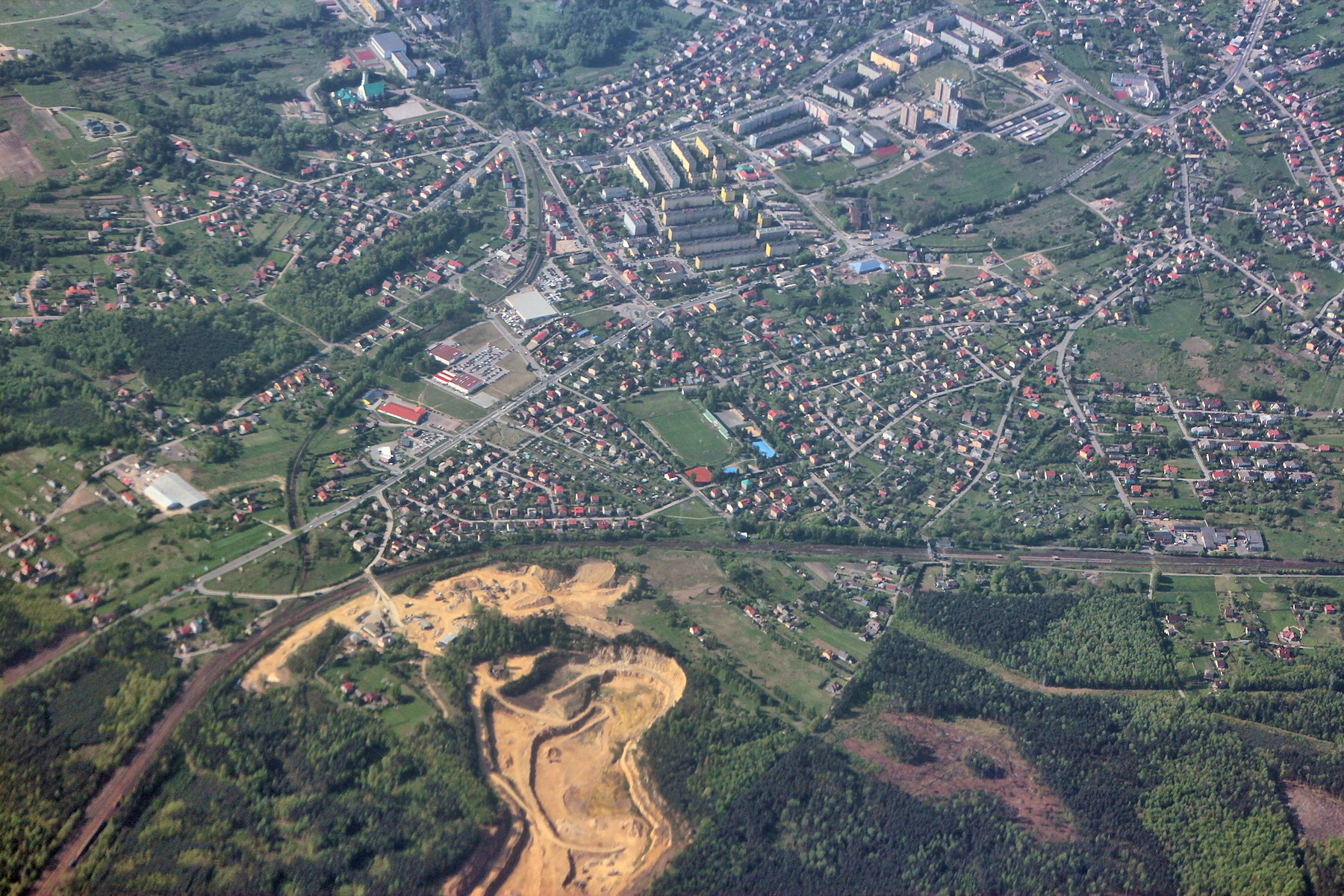
Либёнж
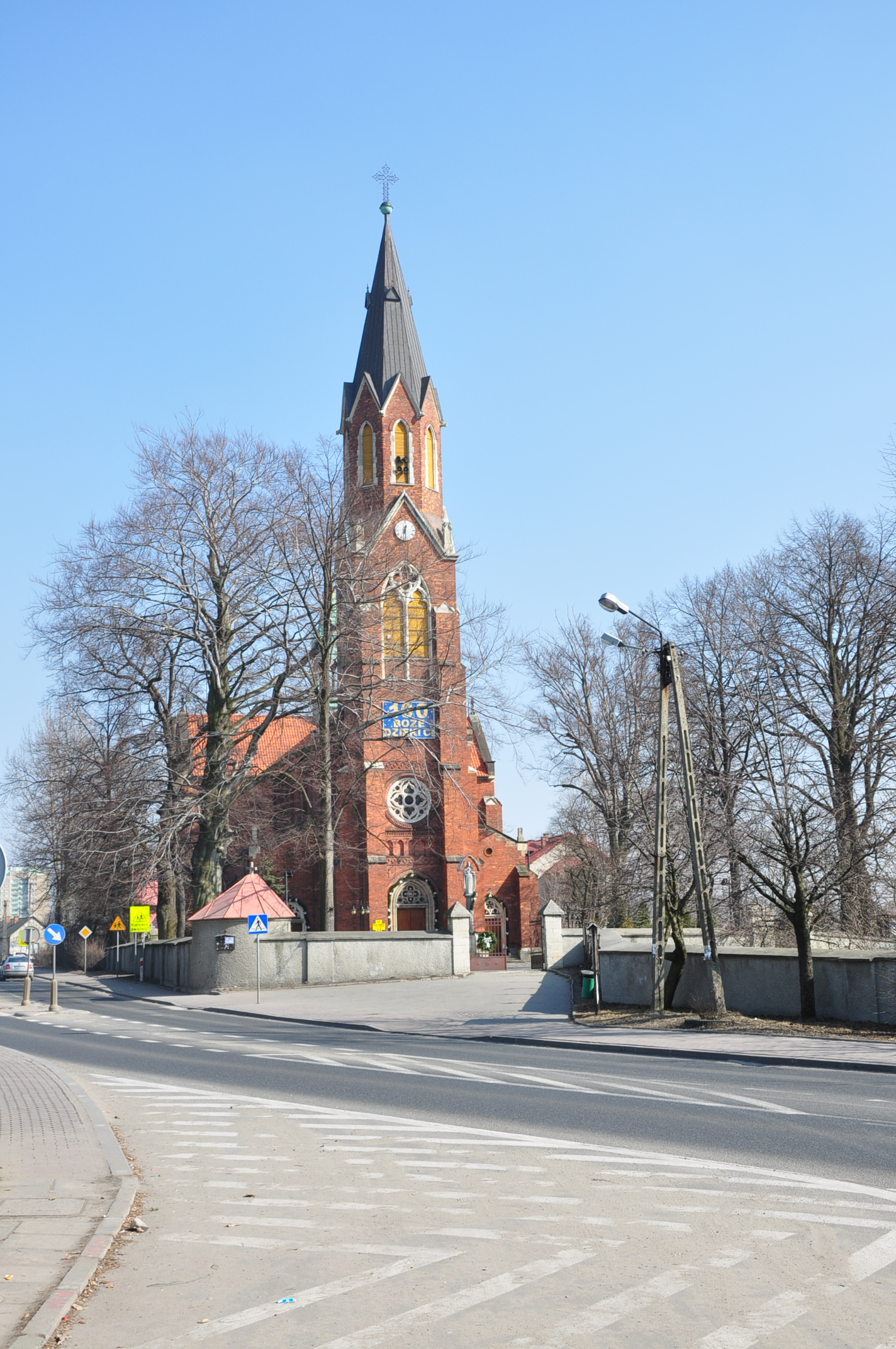
Либёнж - костёл «Преображения»